# Jurij Suchorukov
Jurij Oleksandrovyč Suchorukov (in ucraino Юрій Олександрович Сухоруков?; 29 marzo 1968) è un ex tiratore a segno ucraino.

## Palmarès

### Olimpiadi
- 1 medaglia:
  - 1 argento (Pechino 2008 nella carabina 50 metri tre posizioni)